# Il piccolo principe (serie animata 1978)
Il piccolo principe (星の王子さま プチ・プランス?, Hoshi no ojisama Petit Prince) è una serie televisiva anime prodotta da Knack in 39 episodi, ispirata al romanzo Il piccolo principe di Antoine de Saint-Exupéry. La serie è stata trasmessa per la prima volta dal network giapponese TV Asahi a partire da luglio 1978 e in Italia da Retequattro nel 1985.

## Trama
Su un piccolo asteroide nello spazio vive un piccolo principe, che tratta con cura la propria rosa. Un giorno il piccolo principe inizia il suo viaggio in giro per l'universo (arrivando anche sulla Terra) per imparare, attraverso nuovi incontri, il vero senso della vita e della gentilezza.

## Edizione italiana
Il doppiaggio è stato effettuato presso lo studio americano Golden, sotto la direzione di Lucia Luconi. La sigla italiana Piccolo Principe è stata incisa dal Piccolo Coro dell'Antoniano nel 1984.
Per le trasmissioni nel programma TV Contactoons è stata usata la sigla Il Piccolo Principe cantata da Santo Verduci.

## Episodi
Durante la prima trasmissione giapponese, la serie è terminata con l'episodio 35: gli ultimi quattro episodi sono stati aggiunti in occasione della versione home video.
| Nº | Titolo italiano Giapponese 「Kanji」 - Rōmaji                                                                   | In onda           | In onda |
| Nº | Titolo italiano Giapponese 「Kanji」 - Rōmaji                                                                   | Giapponese        |         |
| 1  | Un piccolo pianeta chiamato casa 「ふるさとの小さな星」 - furusatono chiisa na hoshi                            | 4 luglio 1978     |         |
| 2  | Amicizia nel deserto 「砂漠の友情」 - sabaku no yūjō                                                            | 11 luglio 1978    |         |
| 3  | Terra, il pianeta verde 「みどりの星・地球」 - midorino hoshi. chikyū                                           | 18 luglio 1978    |         |
| 4  | Una mattina raggiante di vita 「命かがやく朝」 - inochi kagayaku asa                                            | 25 luglio 1978    |         |
| 5  | Nel profondo del cuore 「心のともしび」 - kokoro no tomoshibi                                                   | 1º agosto 1978    |         |
| 6  | Ma le stelle brillano comunque 「それでも星はまたたく」 - soredemo hoshi hamatataku                             | 8 agosto 1978     |         |
| 7  | Il castello fluttuante sul mare 「海に浮かぶ城」 - umi ni uka bu shiro                                          | 15 agosto 1978    |         |
| 8  | In riva al mare 「湖のほとりで」 - mizūmi nohotoride                                                            | 22 agosto 1978    |         |
| 9  | Una piccola promessa 「小さな約束」 - chiisa na yakusoku                                                        | 29 agosto 1978    |         |
| 10 | Il suono del flauto attraverso il lago 「湖をわたる笛の音（ね）」 - mizūmi wowataru fue no oto (ne)             | 5 settembre 1978  |         |
| 11 | La ragazza e il Dente di leone 「タンポポと少女」 - tanpopo to shōjo                                            | 12 settembre 1978 |         |
| 12 | L'eroe giunto dalla montagna 「山から来た英雄」 - yama kara kita eiyū                                           | 26 settembre 1978 |         |
| 13 | La rosa rossa che connette due cuori 「心を結ぶ赤いバラ」 - kokoro wo musubu akai bara                          | 3 ottobre 1978    |         |
| 14 | Il capitano della rosa 「バラの船長さん」 - bara no senchō san                                                  | 10 ottobre 1978   |         |
| 15 | Un arcobaleno, un ragazzo e un bandito 「虹と少年と盗賊と」 - niji to shōnen to tōzoku to                       | 17 ottobre 1978   |         |
| 16 | Il mare su cui volano i gabbiani 「カモメとぶ海」 - kamome tobu umi                                             | 24 ottobre 1978   |         |
| 17 | L'amicizia della natura 「大自然の友情」 - daishizen no yūjō                                                    | 31 ottobre 1978   |         |
| 18 | Violette nell'attico 「屋根裏のスミレ」 - yaneura no sumire                                                     | 7 novembre 1978   |         |
| 19 | Binocoli nostalgici 「なつかしい遠メガネ」 - natsukashii en megane                                              | 14 novembre 1978  |         |
| 20 | Una stella nel palmo della mano 「手のひらの星」 - teno hirano hoshi                                            | 21 novembre 1978  |         |
| 21 | Spassoso! Una corsa di cavalli 「爽快！木馬レース」 - sōkai! mokuba resu                                        | 28 novembre 1978  |         |
| 22 | Padre e figlio nella tempesta 「嵐の中の父と子」 - arashi no nakano chichi to ko                                | 5 dicembre 1978   |         |
| 23 | Il regalo di nonno Simon 「シモンじいさんの贈り物」 - shimon jiisan no okurimono                                | 19 dicembre 1978  |         |
| 24 | L'uomo che scava un sogno 「夢を掘る男」 - yume wo horu otoko                                                   | 9 gennaio 1979    |         |
| 25 | Vola palloncino! Oltre la catena montuosa 「飛べ気球！山脈をこえて」 - tobe kikyū! sanmyaku wokoete             | 16 gennaio 1979   |         |
| 26 | Il piccolo fiore del monte Rouen 「ローエン山の小さな花」 - roen yama no chiisa na hana                         | 23 gennaio 1979   |         |
| 27 | Corri! Locomotiva 「走れ!機関車」 - hashire! kikansha                                                           | 30 gennaio 1979   |         |
| 28 | L'erba ninnananna d'amore 「愛のララバイ草」 - ai no rarabai kusa                                               | 6 febbraio 1979   |         |
| 29 | Quando brilla l'aurora 「オーロラの輝くとき」 - orora no kagayaku toki                                          | 13 febbraio 1979  |         |
| 30 | L'avventura della buona nave Dream - prima parte - 「ドリーム号の冒険 ―前編―」 - dorimu gō no bōken - zenpen -  | 20 febbraio 1979  |         |
| 31 | L'avventura della buona nave Dream - seconda parte - 「ドリーム号の冒険 ―後編―」 - dorimu gō no bōken - kōhen - | 27 febbraio 1979  |         |
| 32 | Voglio tornare sul mio pianeta 「星へ帰りたい」 - hoshi he kaeri tai                                            | 6 marzo 1979      |         |
| 33 | Vola, cometa! 「飛べ流星号！」 - tobe ryūsei gō!                                                                | 13 marzo 1979     |         |
| 34 | Il villaggio scomparso sul fondo del lago 「湖底に消えた村」 - kotei ni kie ta mura                             | 20 marzo 1979     |         |
| 35 | Il ponte dell'amicizia 「友情の橋」 - yūjō no hashi                                                             | 27 marzo 1979     |         |
| 36 | Lo scultore della foresta 「森の彫刻師」 - mori no chōkoku shi                                                  | - non trasmesso - |         |
| 37 | L'eroe della collina 「勇者の丘」 - yūsha no oka                                                                | - non trasmesso - |         |
| 38 | Il violino che canta al cuore 「心にうたうヴァイオリン」 - kokoro ni utau vaiorin                               | - non trasmesso - |         |
| 39 | Buona notte, principe 「おやすみなさい王子さま」 - oyasuminasai ōji sama                                        | - non trasmesso - |         |